# 新疆省 (中華民國)
新疆省是中華民國曾經設置的省份，延續清朝光緒十年（1884年）所置的省級建制。省会为迪化县（今新疆维吾尔自治区乌鲁木齐市主城区）。
1912年民國成立以來，新疆省長期以來由地方軍閥實質統治，期間一度宣告自治達十餘年，抗戰末期的1944年開始由國民政府治理。1945年，以省会迪化县城区新设迪化市（今乌鲁木齐市天山区），为省会。
1949年內戰後被中共和平接管，而效忠中華民國的新疆反共復國軍最終於1952年被解放軍全數殲滅。中華人民共和國於1955年廢除新疆省，被新疆維吾爾自治區取代。另一部分新疆人士隨國民黨遷往台灣，新疆省政府於民國四十年（1951年）在台北市四維路52巷31號設立主席辦公處，之後改為新疆省政府辦事處，於民國八十一年（1992年）1月16日裁撤，至此該省的省政府編制全無。

## 管轄範圍
中華民國時期的新疆省繼承了清代的版圖，周圍鄰省分別為甘肅省、青海省，鄰國為蒙古（1946年后被中国承认）、蘇聯、阿富汗、巴基斯坦、印度（1947年印巴分治后）以及西藏（國府稱之為西藏地方，未被中国承认）。其中帕米爾高原的划界与当时的苏联存在争议（今为中国—塔吉克斯坦边界），克什米爾北部部分地區為国民政府主张但不被其控制（今为中国—巴基斯坦边界），在印巴分治和克什米尔战争后，印度继承了原查谟和克什米尔土邦对新疆管辖的阿克赛钦等地的主张。全省主張範圍包含現今的中華人民共和國新疆維吾爾自治區全境，及北洋政府时期短暂占领的蒙古國巴彥烏列蓋省全境、科布多省西南部；及未有實際管轄過的巴基斯坦吉尔吉特-巴尔蒂斯坦北部、塔吉克戈爾諾-巴達赫尚自治州大部、阿富汗巴達赫尚省瓦罕走廊地區（即帕米爾高原）。按照其主张范围，民國三十六年（1947年）全省土地面積為1,711,931平方公里。

## 歷史

### 背景
新疆古稱「西域」，自西漢神爵二年（前60年）設置西域都護府，隨著中原王朝的更替興衰，西域地區長期被遊牧民族與中原王朝交替統治。乾隆二十二年（1757年），乾隆帝完成了對西域地區的征服，並將此地命名為「西域新疆」，常簡稱為「新疆」。光緒十年（1884年），左宗棠驅逐了入侵西域的阿古柏軍隊，奏請設立「甘肅新疆省」，簡稱「新疆省」。
清代自甘肃新疆省建立后便设立了在陕甘总督、甘肅新疆巡撫與伊犁將軍共治的构架。宣統三年（1911年）辛亥革命後清朝被中華民國取代，革命黨人在伊犁策動起義，殺死伊犁將軍志銳，成立伊犂臨時軍政府。新疆巡撫袁大化電奏清廷保阿克蘇道尹楊增新為新疆都督，自己逃離新疆。楊增新在1912年和軍政府議和，逐漸取得全疆控制，並擁護中華民國大總統袁世凱。革命黨人或被殺死，或回到內地。外蒙古宣佈獨立後，蒙古當局於1912年派軍攻陷科布多，後又入侵蒙古與新疆之間的阿爾泰，被楊增新派軍擊退，雙方沿阿爾泰山分水嶺為界。楊增新治下新疆远离民国军阀混战，社会相对安定，任內都督又陸續改称為将军、督军等职务。1919年，北洋政府同意將阿尔泰特别区併入新疆，設立阿山道，即今之阿勒泰地區。

### 军阀割据及自治
民國十七年（1928年）6月8日，北伐結束，6月20日楊增新易幟，自行就任新疆省政府主席兼總司令，7月7日被刺身亡。11月17日省政務廳長金樹仁成為新疆省主席。由於金樹仁的獨裁統治，各地民變迭起，和加尼牙孜等人首先在哈密發生暴動，導致甘肅軍閥馬仲英入疆。民国二十年（1931年）8月11日，富蕴县发生8级地震，造成10000人死亡。民國二十二年（1933年）2月，馬仲英率新編三十六師第一次攻打迪化，被新疆督辦公署參謀長盛世才擊敗。同年4月12日一些不滿金樹仁的軍官利用流亡新疆的白俄歸化軍發動政變，推舉盛世才為新疆督軍。金樹仁取道蘇聯逃往天津。
同年11月，在英國的支持下，和闐人穆罕默德·伊敏、沙比提大毛拉等人在疏附宣佈成立東土耳其斯坦伊斯蘭共和國，推舉和加尼牙孜為總統。民國二十三年（1934年）2月，東土耳其斯坦被馬仲英部下馬福元所滅。穆罕默德·伊敏逃回和闐，又擁立其兄滿素爾為帕夏，成立「和闐伊斯蘭王國」，隨即被馬虎山所部消滅。
盛世才于新疆各派武装混战之际取得政權，就任新疆边防督办後依靠蘇聯支持鞏固其統治，進而控制了新疆全境。此後蘇聯政府派出大量專家和顧問協助新疆開展經濟建設，並實際掌握新疆的軍政大權。在中华民国政府管辖的其他省区，政府的旗帜统一为青天白日满地红旗，而此时新疆悬挂盛世才的六角星红旗，象征其“六大政策”。為表示其親蘇、親共之态度，盛世才多次前往蘇聯考察，還邀請中共陳潭秋、毛澤民、林基路等人到新疆工作。盛世才以馬列主義者自居，多次向斯大林表忠，还一度考虑把新疆作为“维吾尔斯坦社会主义共和国”加入苏联。苏德战争初期，因误判苏联即将战败，盛世才和苏联決裂，投靠国民政府，并逮捕大量共产党员。民國三十二年（1943年）國民政府人員隨同國軍部隊進入新疆。在整個抗日战争期間，新疆是苏联援华的主要通道和抗戰的大後方。

### 从伊宁事变到和平解放
民國三十三年（1944年）11月，伊宁事变爆发。在苏联政府的支持下，新疆省开始了反對國民政府統治的「三區暴亂」（中共和疆獨分子稱之為「三區革命」，「三區」是指當時新疆的伊犁、塔城和阿山三個地區），再度打出「東突厥斯坦」的旗號，並殘酷屠殺當地的漢族回族人民。9月，蔣中正將盛世才調到重慶任国民政府林業部長，派吳忠信任新疆省長，並命令回族军阀馬步芳派一個軍的騎兵駐紮在新疆各地，對東突厥斯坦獨立運動的活動進行鎮壓。民國三十五年（1946年）6月，「三區革命」領導人阿合買提江、阿不都克里木·阿巴索夫等撤銷了艾力汗·吐烈的職務，將「東突厥斯坦共和國」改組為伊犁專區參議會。爆发三区革命的地区，认同中央政府的汉族民众被大肆屠杀，其中，伊宁事变中，随着国军战败，伊宁的汉族民众被屠戮殆尽。而在三区当地民众中却形成归化苏联国籍的高潮，更加深了新疆固有的苏联侨民问题。这一社会问题在此后深刻影响新疆十余年。中国方面研究者将苏联政府归化新疆民众举动，视为其加強在新疆影響力的舉措，更為後來煽動邊民反華埋下伏筆。
民國三十八年（1949年），第二次国共内战末期，中國人民解放軍盡佔優勢，國軍節節敗退。在彭德懷领导的第一野戰軍8月26日佔領蘭州繼而佔領甘肃省全境之後，中華民國國軍駐疆長官陶峙岳、新疆省政府主席包爾漢等在9月25日、26日相继通电，宣佈脫離已迁至廣州的中华民国政府，投靠中國共產黨政權。期間已經投向共產黨一邊的張治中在中斡旋，而中共方面的談判代表是鄧力群。新疆国军部队倒戈后，在苏联协助下，中国人民解放军迅速接收新疆各地，此谓“新疆和平解放”。11月，解放军第一野戰軍第一兵團在王震將軍率領下进入迪化市。1950年初中華人民共和國控制新疆全境，并清剿東突厥斯坦獨立運動勢力和國軍残余武装。而中华民国政府迁往台湾后，曾在公告行政区划中保留其名称。1951年7月1日，堯樂博士奉命於台北市四維路52巷31號設立新疆省政府主席辦公處，1971年改組為新疆省政府辦事處，於1992年1月16日裁撤。2005年，包括新疆省在内的原中华民国公告疆域行政区划代码也被废止。

## 行政區劃

### 省、縣之間的行政區

#### 道制
民國2年（1913年）1月發布臨時大總統令，廢除府州廳制度，實施新的道縣制度，保留了清代的鎮迪道、伊塔道、阿克蘇道、喀什噶爾道4道。民國3年（1914年）5月，改鎮迪道為迪化道、改伊塔道為伊犁道。民國5年（1916年）6月、置塔城道。民國8年（1919年）6月，阿爾泰區域併入新疆省，置阿山道。民國9年（1920年），於新疆省南部的阿克蘇道、喀什噶道分置焉耆道、和闐道，至此共有8道。至民國17年（1928年）道制正式廢止。
- 迪化道
- 伊犁道
- 阿克蘇道
- 喀什噶爾道
- 塔城道
- 阿山道
- 焉耆道
- 和闐道

#### 行政區

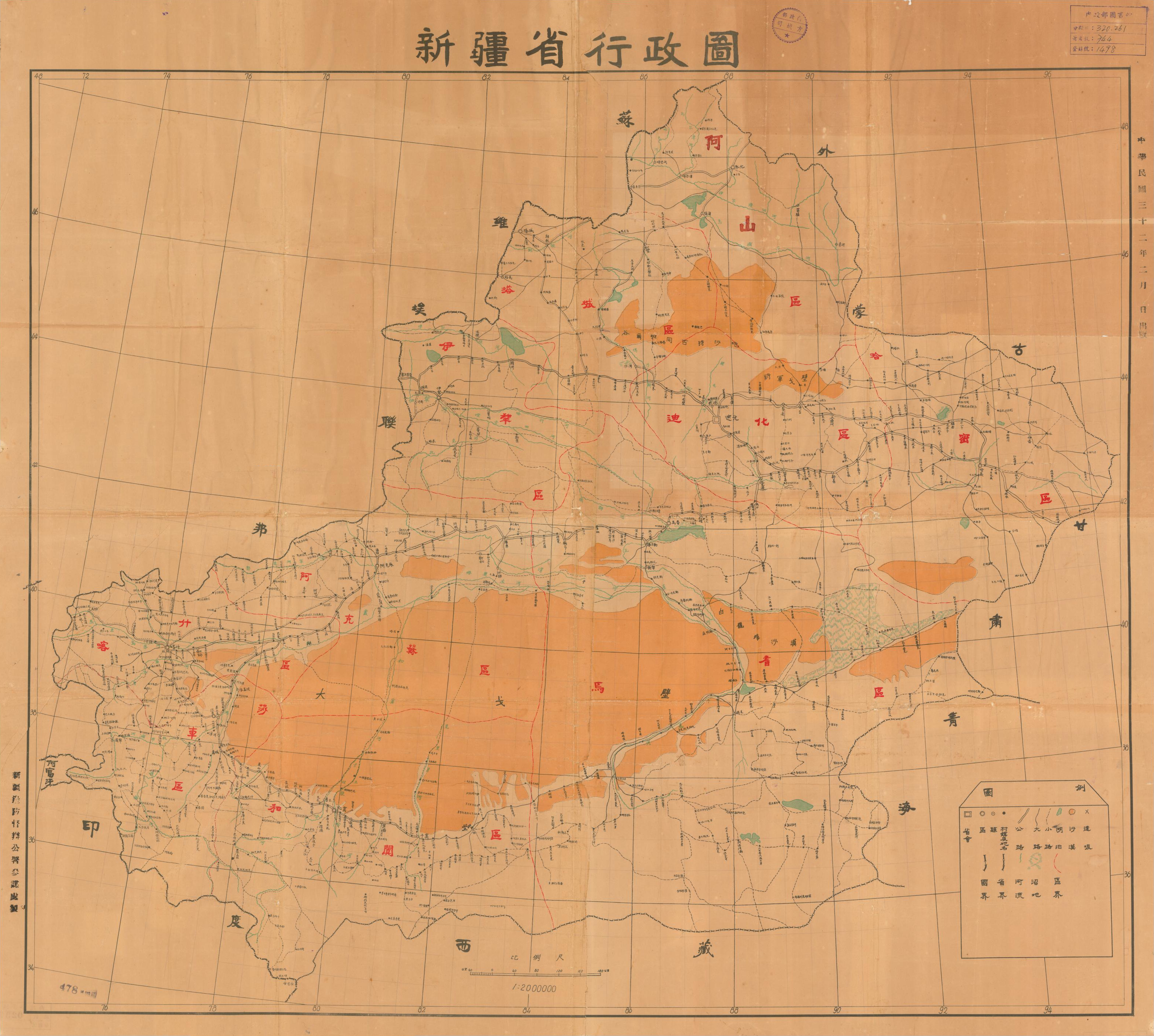
民國32年（1943年）2月新疆邊防督辦公署參謀處製作的新疆省行政圖，圖中所標示的「區」為「行政區」的省寫形式

民國17年（1928年）廢道後，因新疆幅員遼闊，治理不便，新疆省政府按原8道區域改置8個行政區。民國22年（1933年）四一二政變後，增置哈密區。民國31年（1942年），增置莎車區。民國32年（1943年）7月才廢除行政區，依內政部頒佈的《省行政督察專員暫行條例》，設行政督察區。
迪化行政區
民國17年（1928年）以原迪化道置「迪化行政區」，行政長駐迪化縣（今烏魯木齊市區），轄迪化、哈密、奇臺、孚遠、阜康、昌吉、綏來、鄯善、鎮西、呼圖璧10縣。同年7月增領乾德縣。民國19年（1930年）2月增領木壘河縣，10月增領七角井設治局。民國22年（1933年）哈密、鎮西5縣劃入哈密行政區，轄區減為10縣1設治局。民國32年（1943年）7月廢除迪化行政區，設「新疆省第一行政督察區」。
伊犁行政區
民國17年（1928年）以原伊犁道置「伊犁行政區」，行政長駐伊寧縣（今伊寧市），轄綏定、伊寧、精河、霍爾果斯、博樂5縣。民國21年（1932年）3月增領鞏留縣，23年（1934年）增領溫泉設治局，26年（1937年）增領特克斯、昭蘇2設治局，27年（1938年）增領尼勒克設治局。民國32年（1943年）7月廢除伊犁行政區，設「新疆省第二行政督察區」。
喀什行政區
民國32年（1943年）7月廢除喀什行政區，設「新疆省第三行政督察區」。
阿克蘇行政區
民國32年（1943年）7月廢除阿克蘇行政區，設「新疆省第四行政督察區」。
塔城行政區
民國32年（1943年）7月廢除塔城行政區，設「新疆省第五行政督察區」。
阿山行政區
民國32年（1943年）7月廢除阿山行政區，設「新疆省第六行政督察區」。
和闐行政區
民國32年（1943年）7月廢除和闐行政區，設「新疆省第七行政督察區」。
焉耆行政區→第八行政督察區
民國32年（1943年）7月廢除焉耆行政區，設「新疆省第八行政督察區」。
哈密行政區
民國22年（1933年）四一二政變後以迪化行政區的哈密、鎮西2縣置「哈密行政區」，行政長駐哈密縣（今哈密市）。民國26年（1937年）增領伊吾設治局（後改為伊吾縣）。民國32年（1943年）7月廢除哈密行政區，設「新疆省第九行政督察區」。
莎車行政區
民國31年（1942年）以喀什行政區的莎車、蒲犁2縣及和闐行政區的葉城縣置「莎車行政區」，行政長駐莎車縣（今莎車縣）。民國32年（1943年）7月廢除莎車行政區，設「新疆省第十行政督察區」。

#### 行政督察區
民國21年（1932年）內政部頒佈《省行政督察專員暫行條例》後，新疆省未立即行，至民國32年（1943年）7月，新疆省才將10個行政區改為行政督察區，各設督察專員1人。民國36年（1947年）調整各區轄縣。中共建政後由各專區取代。
第一行政督察區
民國32年（1943年）7月以迪化行政區設「新疆省第一行政督察區」，專署駐迪化縣，轄原迪化行政區的迪化、奇臺、孚遠、阜康、昌吉、綏來、鄯善、呼圖璧、乾德、木壘河10縣及七角井設治局及原焉耆行政區的吐魯番、托克遜2縣。民國34年（1945年）8月增領迪化市，因專署駐迪化縣城區，城區設市後，專署駐地改為迪化市。民國36年（1947年）調整行政區，七角井設治局劃屬第九區，新增烏河設治局，轄境為1市12縣1設治局。中華人民共和國成立後，由迪化市及迪化專區取代。
第二行政督察區
中華人民共和國成立後，由伊犁專區取代。
第三行政督察區
中華人民共和國成立後，由喀什專區取代。
第四行政督察區
中華人民共和國成立後，由阿克蘇專區取代。
第五行政督察區
中華人民共和國成立後，由塔城專區取代。
第六行政督察區
中華人民共和國成立後，由阿山專區取代。
第七行政督察區
中華人民共和國成立後，由和闐專區取代。
第八行政督察區
中華人民共和國成立後，由焉耆專區取代。
第九行政督察區
民國32年（1943年）7月以哈密行政區設「新疆省第九行政督察區」，專署駐哈密縣，轄原哈密行政區的哈密、鎮西、伊吾3縣。民國三十六年（1947年）調整行政區，第一區的七角井設治局劃入本區，計轄3縣1設治局。中華人民共和國成立後，由哈密專區取代。
第十行政督察區
民國32年（1943年）7月以莎車行政區設「新疆省第十行政督察區」，專署駐莎車縣，轄原莎車行政區的莎車、葉城2縣及原喀什行政區的澤普、麥蓋提2縣。中華人民共和國成立後，由莎車專區取代。

### 縣級行政區
清代新疆省在宣統三年（1911年）時，分為6府、8直隸廳及2直隸州，下轄1廳、1州、21縣。辛亥革命後，民國二年（1913年）4月，各府、廳、州改置為縣，計有37縣。因新疆地域廣大，在地域廣闊的縣設置了多個縣佐，這些縣佐實際作用改與設治局相似，成為與縣相近的獨立行政區劃。其後，南京國民政府頒佈《縣組織法》等法律，規定縣不設縣佐。由於新疆各縣佐已經具有行政區劃的意義，不可能裁併入原來的縣，為此新疆省將經濟條件較好、基本達到設縣標準的縣佐改升為縣；未達標準的，則改設治局。此後，新疆省縣、設治局的置廢，往往由省府決定，事後再申報內政部。盛世才時期先後設置了5縣及6設治局，而未報內政部備案。民國33年（1944年）盛世才下台後。國民政府接管新疆後，盛世才統治時期在新疆增設、裁撤、升格及更名的20餘個縣及設治局即產生非法問題。為此，新疆省政府以「僻處邊陲，交通不便，民族複雜，情形特殊」為由上報國民政府內政部，於民國36年（1947年12月17日內政部方字第1226號公函將上述問題一併解決。
內政部民國卅六年12月27日方字第1226號公函
「案查前准新疆省政府公函以該省僻處邊陲，交通不便，民族複雜，情形特殊，所有歷年行政區域之變更，多未報核，檢送該省縣名表請查核。等由；經核該省增設昭蘇、鞏哈、寧西、溫泉、阿圖什、岳普湖、阿合奇、裕民、民豐、和靖、和碩等十一縣，及新源、烏河二設治局，裁撤葉爾羌縣，及賽圖拉設治局，又呼圖壁縣更名景化，托克蘇縣更名新和，霍爾果斯縣更名霍城。布倫托海縣更名福海，可可托海設治局升縣更名富蘊，青格里河設治局升縣更名青河，和什托落蓋設治局升縣更名和豐，烏魯克恰提設治局升縣更名烏恰，又托克遜、伊吾、庫爾勒、特克斯四設治局升縣等等，均經呈奉行政院核定轉奉國民政府令准備案。除通行外，相應函請查照為荷。

民國38年（1949年）時，新疆省劃分為10行政督察區，下轄1市、78縣、2設治局。民國77年（1988年）7月，行政院公布《中華民國各省（市）縣（市）行政區域代碼》，為各省縣市編定代碼，該法規於民國94年（2005年）10月停用。新疆省各縣、市、局沿革情況如下：
| 新疆省           | 新疆省           | 新疆省   | 新疆省 | 新疆省                             | 新疆省                                               | 新疆省           | 新疆省 |
| 行政督察區及盟部 | 專署駐地         | 行政代碼 | 縣等級 | 縣市                               | 駐地(2023年4月)                                      | 北洋時期         | 沿革 |
| ---------------- | ---------------- | -------- | ------ | ---------------------------------- | ---------------------------------------------------- | ---------------- | --- |
| 第一區           | 迪化市           | 35001    | 不適用 | 迪化市 ئۈرۈمچى شەھىرى              | 今烏魯木齊市天山区                                   | (迪化道)         | 民國34年（1945年）8月析迪化縣置市。 |
| 第一區           | 迪化市           | 35002    | 一等   | 迪化縣 ئۈرۈمچى ناھىيىسى            | 今烏魯木齊市城區及乌鲁木齐县                         | 迪化道           | 清代為迪化府附郭迪化縣，民國2年（1913年）4月裁府留縣。 |
| 第一區           | 迪化市           | 35003    | 一等   | 奇臺縣 گۇچۇڭ ناھىيىسى              | 古城（今奇台縣駐地奇台鎮）                           | 迪化道           | |
| 第一區           | 迪化市           | 35004    | 一等   | 綏來縣 ماناس ناھىيىسى              | 瑪納斯（今瑪納斯縣駐地瑪納斯鎮）                     | 迪化道           | |
| 第一區           | 迪化市           | 35005    | 三等   | 昌吉縣 سانجى ناھىيىسى              | 今昌吉市駐地延安北路街道                             | 迪化道           | |
| 第一區           | 迪化市           | 35006    | 三等   | 鄯善縣 پىچان ناھىيىسى              | 辟展（今鄯善縣駐地鄯善鎮）                           | 迪化道           | |
| 第一區           | 迪化市           | 35007    | 一等   | 吐魯番縣 تۇرپان ناھىيىسى           | 今吐魯番市城區                                       | 迪化道           | 清代為吐魯番直隸廳，民國2年（1913年）4月改置縣。 |
| 第一區           | 迪化市           | 35008    | 三等   | 景化縣 قۇتۇبى ناھىيىسى             | 呼圖壁（舊景化城，今呼圖壁縣駐地呼圖壁鎮）           | 迪化道           | 民國7年（1918年）2月析昌吉縣呼圖璧縣佐轄境置，稱呼圖壁縣。民國36年（1947年）更名為景化縣。 |
| 第一區           | 迪化市           | 35009    | 三等   | 乾德縣 گەندې ناھىيەسى              | 乾德城（今烏魯木齊市米東區駐地古牧地鎮）             | 迪化道           | 民國10年（1921年）8月析迪化縣轄境置乾德城縣佐，民國17年（1928年）7月改為縣。 |
| 第一區           | 迪化市           | 35010    | 三等   | 阜康縣 فۇكاڭ ناھىيىسى              | 今阜康市駐地博峰街街道                               | 迪化道           | |
| 第一區           | 迪化市           | 35011    | 三等   | 孚遠縣 جىمىسار ناھىيىسى            | 吉木薩爾鎮（今吉木薩爾縣駐地吉木薩爾鎮）             | 迪化道           | |
| 第一區           | 迪化市           | 35012    | 三等   | 托克遜縣 توقسۇن ناھىيىسى           | 托克遜城（今托克遜縣駐地托克遜鎮）                   | (迪化道)         | 民國19年（1930年）10月析吐魯番托克遜縣佐轄地置托克遜設治局民國25年（1936年）實施縣制。 |
| 第一區           | 迪化市           | 35013    | 四等   | 木壘河縣 مورى دەرياسى ناھىيىسى     | 今木壘哈薩克自治縣駐地木壘鎮                         | (迪化道)         | 民國17年（1928年）4月析奇台縣木壘河縣佐轄境置。 |
| 第一區           | 迪化市           | 35058    | 不適用 | 烏河設治局 ئورقۇ باشقارمىسى        | 烏納木河（今克拉瑪依市烏爾禾區）                     | (塔城道)         | 民國36年（1947年）析沙灣、和豐二縣置。 |
| 第二區           | 伊寧縣           | 35014    | 一等   | 伊寧縣 غۇلجا ناھىيىسى              | 寧遠城（今伊寧市駐地艾蘭木巴格街道）                 | 伊犁道(駐地)     | 清代為寧遠縣，因與奉天、山西、甘肅、湖南4省縣名重名，民國3年（1914年）1月更名。縣「為伊犁東南屏藩，遠接俄境」，故名。 |
| 第二區           | 伊寧縣           | 35015    | 二等   | 綏定縣 سۈيدۈڭ ناھىيىسى             | 綏定城（今霍城縣駐地水定鎮）                         | 伊犁道           | 清代為伊犁府附郭綏定縣，民國2年（1913年）4月裁府留縣。 |
| 第二區           | 伊寧縣           | 35016    | 二等   | 精河縣 جىڭ ناھىيىسى                | 安阜城（今精河縣駐地精河鎮）                         | 伊犁道           | 清代為精河直隸廳，民國2年（1913年）4月改置縣。 |
| 第二區           | 伊寧縣           | 35017    | 二等   | 霍城縣 قورغاس ناھىيىسى             | 霍爾果斯城（舊拱宸城，今霍爾果斯市）                 | 伊犁道           | 民國3年（1914年）5月析綏定縣霍爾果斯地方置霍爾果斯縣。民國30年（1941年）更名。 |
| 第二區           | 伊寧縣           | 35018    | 三等   | 博樂縣 بۆرتالا ناھىيىسى            | 大營盤（今博樂市駐地青得裡街道）                     | 伊犁道           | 民國9年（1920年）1月析精河縣大營盤地方置。因博樂塔拉河得名。 |
| 第二區           | 伊寧縣           | 35019    | 三等   | 鞏留縣 توققۇزتارا ناھىيىسى         | 托古斯善柳（今鞏留縣駐地鞏留鎮）                     | (伊犁道)         | 民國21年（1932年）3月析伊寧縣東南置。 |
| 第二區           | 伊寧縣           | 35020    | 三等   | 寧西縣 چاپچال ناھىيىسى             | 察布查爾（今察佈查爾錫伯自治縣駐地察佈查爾鎮）       | (伊犁道)         | 民國26年（1937年）析伊寧縣屬錫伯營區置河南設治局，因地處伊寧河南，故名。民國28年（1939年）改置為河南縣，因與河南省縣名重名，民國33年（1944年）更名。 |
| 第二區           | 伊寧縣           | 35021    | 三等   | 特克斯縣 تېكەس ناھىيىسى            | 特克斯（今特克斯縣駐地特克斯鎮）                     | (伊犁道)         | 民國26年（1937年）6月析鞏留縣置特克斯設治局，因特克斯河得名。民國26年（1937年）實施縣制。 |
| 第二區           | 伊寧縣           | 35022    | 三等   | 鞏哈縣 نىلقا ناھىيىسى              | 尼勒克（今尼勒克縣駐地尼勒克鎮）                     | (伊犁道)         | 民國27年（1938年）析伊寧縣屬鞏團斯、哈什河兩牧區置尼勒克設治局，因喀什河支流尼勒克河得名。民國28年（1939年）年縣制實施。 |
| 第二區           | 伊寧縣           | 35023    | 三等   | 溫泉縣 ئارىشاڭ ناھىيىسى            | 溫泉城（今溫泉縣駐地博格達爾鎮）                     | (伊犁道)         | 民國27年（1938年）析綏定縣察哈爾營置溫泉設治局，因境內有數處溫泉，故名。民國31年（1942年）縣制實施。 |
| 第二區           | 伊寧縣           | 35024    | 三等   | 昭蘇縣 موڭغۇلكۈرە ناھىيىسى         | 昭蘇城（今昭蘇縣駐地昭蘇鎮）                         | (伊犁道)         | 民國27年（1938年）1月析特克斯縣置昭蘇設治局，民國31年（1942年）12月縣制實施。 |
| 第二區           | 伊寧縣           | 35025    | 不適用 | 新源縣 كۈنەس ناھىيىسى              | 那里格（今新源縣駐地新源鎮）                         | (伊犁道)         | 民國26年（1937年）析鞏留縣置卡克滿設治局，民國31年（1942年）改稱新源設治局。民國34年（1945年）實行縣制施並更改稱鞏乃斯縣，因境內鞏乃斯河得名。民國35年（1946年）6月再更名。「鞏乃斯」為哈薩克語，華文意為「新源」。                                                                |
| 第三區           | 疏附縣           | 35026    | 一等   | 疏附縣 كونا شەھەر ناھىيىسى         | 喀什噶爾回城（今喀什市城區）                         | 喀什噶爾道       | |
| 第三區           | 疏附縣           | 35027    | 二等   | 疏勒縣 يېڭىشەھەر ناھىيىسى          | 喀什噶爾漢城（今疏勒縣駐地疏勒鎮）                   | 喀什噶爾道(駐地) | 清代為疏勒府直轄地，民國2年（1913年）4月廢府置縣。 |
| 第三區           | 疏附縣           | 35028    | 二等   | 伽師縣 پەيزىۋات ناھىيىسى           | 排素巴特（今伽師縣駐地巴仁鎮）                       | 喀什噶爾道       | |
| 第三區           | 疏附縣           | 35029    | 二等   | 英吉沙縣 يېڭىسار ناھىيىسى          | 今英吉沙縣駐地英吉沙鎮                               | 喀什噶爾道       | 清代為英吉沙爾直隸廳，民國2年（1913年）4月改置縣。 |
| 第三區           | 疏附縣           | 35030    | 二等   | 巴楚縣 مارالبېشى ناھىيىسى          | 巴爾車爾（今巴楚縣駐地巴楚鎮）                       | 喀什噶爾道       | 清代為巴楚州，民國2年（1913年）4月改置縣。 |
| 第三區           | 疏附縣           | 35031    | 三等   | 蒲犁縣 ئاپتونوم ناھىيىسى           | 色勒車爾（今塔什庫爾干塔吉克自治縣駐地塔什庫爾干鎮） | 喀什噶爾道       | 清代為蒲犁廳，民國2年（1913年）4月改置縣。 |
| 第三區           | 疏附縣           | 35032    | 三等   | 烏恰縣 ئۇلۇغچات ناھىيىسى           | 黑孜圍（今烏恰縣駐地烏恰鎮）                         | (喀什噶爾道)     | 民國19年（1930年）10月析疏附縣烏魯克恰提卡縣佐轄境置烏魯克恰提設治局。“烏魯克恰提”系柯爾克孜語，意為“大峽谷”。民國27年（1938年）縣制實施。 |
| 第三區           | 疏附縣           | 35033    | 三等   | 岳普湖縣 يوپۇرغا ناھىيىسى          | 岳普湖（今岳普湖縣駐地岳普湖鎮）                     | (喀什噶爾道)     | 民國29年（1940年）4月析疏勒、英吉沙、伽師等縣置。因岳普湖河得名。民國32年（1943年）4月縣制實施。 |
| 第三區           | 疏附縣           | 35034    | 四等   | 阿圖什縣 ئاتۇش ناھىيىسى            | 集興鎮（今阿圖什市東南鬆他克鄉）                     | (喀什噶爾道)     | 民國27年（1938年）析疏勒縣置。“阿圖什”系柯爾克孜語，意為“兩山之間”。民國32年（1943年）縣制實施。 |
| 第四區           | 阿克蘇縣         | 35035    | 一等   | 阿克蘇縣 ئاقسۇ ناھىيىسى            | 阿克蘇（今阿克蘇市駐地英巴扎街道）                   | 阿克蘇道(駐地)   | 清代為溫宿府直轄地，民國2年（1913年）4月裁府置縣並改名，因阿克蘇河得名。 |
| 第四區           | 阿克蘇縣         | 35036    | 二等   | 溫宿縣 ئونسۇ ناھىيىسى              | 今溫宿縣駐地溫宿鎮                                   | 阿克蘇道         | |
| 第四區           | 阿克蘇縣         | 35037    | 一等   | 庫車縣 كۇچار ناھىيىسى              | 今庫車市駐地新城街道                                 | 阿克蘇道         | 清代為庫車直隸州，民國2年（1913年）4月改置縣。 |
| 第四區           | 阿克蘇縣         | 35038    | 二等   | 拜城縣 باي ناھىيىس                 | 今拜城縣駐地拜城鎮                                   | 阿克蘇道         | |
| 第四區           | 阿克蘇縣         | 35039    | 三等   | 沙雅縣 شايار ناھىيىسى              | 今沙雅縣駐地沙雅鎮                                   | 阿克蘇道         | |
| 第四區           | 阿克蘇縣         | 35040    | 二等   | 烏什縣 ئۇچتۇرپان ناھىيىسى          | 今烏什縣駐地烏什鎮                                   | 阿克蘇道         | 清代為烏什直隸廳，民國2年（1913年）4月改置縣 |
| 第四區           | 阿克蘇縣         | 35041    | 四等   | 柯坪縣 كەلپىن ناھىيىسى             | 柯爾坪莊（今柯坪縣駐地柯坪鎮）                       | (阿克蘇道)       | 民國19年（1930年）10月析阿克蘇縣柯坪縣佐轄境置。 |
| 第四區           | 阿克蘇縣         | 35042    | 四等   | 阿瓦提縣 ئاۋات ناھىيىسى            | 阿瓦提莊（今阿瓦提縣駐地阿瓦提鎮）                   | 阿克蘇道         | 民國11年（1922年）6月析阿克蘇縣阿瓦提縣佐轄境置，民國19年（1930年）10月改縣，“阿瓦提”為突厥語，意為“繁榮”。 |
| 第四區           | 阿克蘇縣         | 35043    | 四等   | 新和縣 توقسۇ ناھىيىسى              | 托克蘇八柵（托克蘇莊，今新和縣駐地新和鎮）           | 阿克蘇道         | 民國11年（1922年）6月析庫車縣托克蘇縣佐轄境置，民國19年（1930年）10月改托克蘇縣，民國30年（1941年）更名新和縣，寓「新疆永久和平」之義。 |
| 第四區           | 阿克蘇縣         | 35044    | 五等   | 阿合奇縣 ئاقچى ناھىيىسى            | 阿合奇（今阿合奇縣駐地阿合奇鎮）                     | (阿克蘇道)       | 民國27年（1938年）析烏什縣置阿合奇設治局。“阿合奇”為突厥語，意為“白白的芨芨草”。民國33年（1944年）縣制實施。 |
| 第五區           | 塔城縣           | 35045    | 一等   | 塔城縣 چۆچەك ناھىيىسى              | 綏靖城（今塔城市駐地和平街道）                       | 塔城道           | 清代為塔爾巴哈臺直隸廳，民國2年（1913年）4月改置縣並改名。 |
| 第五區           | 塔城縣           | 35046    | 二等   | 額敏縣 دۆربىلجىن ناھىيىسى          | 額敉勒河（今額敏縣駐地額敏鎮）                       | 塔城道           | 民國7年（1918年）8月析塔城縣額敏勒河地置。 |
| 第五區           | 塔城縣           | 35047    | 一等   | 烏蘇縣 ۋۇسۇ ناھىيىسى               | 慶綏城（今烏蘇市駐地虹橋街道）                       | 塔城道           | 清代為庫爾哈喇烏蘇直隸廳，民國2年（1913年）4月改置縣。 |
| 第五區           | 塔城縣           | 35048    | 三等   | 沙灣縣 ساۋەن ناھىيىسى              | 沙灣（今沙灣市北老沙灣鎮）                           | 塔城道           | 民國4年（1915）年5月析綏來縣西北地方置。因境內多沙梁、沙灣，故名。 |
| 第五區           | 塔城縣           | 35049    | 不適用 | 和豐縣 قوبۇقسار ناھىيىسى           | 今和布克賽爾蒙古自治縣駐地和布克賽爾鎮               | (塔城道)         | 民國19年（1930年）10月析沙灣縣和什托落蓋縣佐地置和什托洛蓋設治局。“和什托洛蓋”系蒙古語，意為“雙山頭”。民國30年（1941年）改名和豐設治局。民國33年（1944年）縣制實施。 |
| 第五區           | 塔城縣           | 35050    | 五等   | 裕民縣 چاغانتوقاي ناھىيىسى         | 察汗托海（今裕民縣西南察汗托海牧場）                 | (塔城道)         | 民國29年（1940年）析額敏縣置古爾班宗設治局，為蒙古語“白楊樹甚多”之意。次年改名察汗托海設治局。民國30年（1941年）改名裕民設治局。民國33年（1944年）縣制實施。 |
| 第六區           | 承化縣           | 35051    | 一等   | 承化縣 ئالتاي ناھىيىسى             | 承化寺（今阿勒泰市駐地金山路街道）                   | 阿山道(駐地)     | 民國10年（1921年）11月析布爾津縣東承化寺地方置。因喇嘛廟承化寺得名。 |
| 第六區           | 承化縣           | 35052    | 四等   | 富蘊縣 كوكتوقاي ناھىيىسى           | 可可托海（今富蘊縣東北可可托海鎮）                   | (阿山道)         | 民國26年（1937年）6月析布倫托海縣佐地置可可托海設治局。“可可托海”為哈薩克語“綠色叢林”之意。民國30年（1941年）縣制實施，改名富蘊縣。因境內礦產豐富，故名。 |
| 第六區           | 承化縣           | 35053    | 三等   | 布爾津縣 بۇرچىن ناھىيىسى           | 布爾津（ 今布爾津縣駐地布爾津鎮）                    | 阿山道           | 民國3年（1914年）8月置布爾津設治局。民國8年（1919年）7月改為布爾津河縣。民國19年（1930年）以後簡化縣名為布爾津縣。 |
| 第六區           | 承化縣           | 35054    | 四等   | 哈巴河縣 قابا ناھىيىسى             | 哈巴河（今哈巴河縣駐地阿克齊鎮）                     | 阿山道           | 民國3年（1914年）8月以哈巴河地方置哈巴河設治局。因哈巴河而名。民國10年（1921年）11月改為布爾津縣哈巴河縣佐。民國19年（1930年）10月以哈巴河縣佐轄境置縣。 |
| 第六區           | 承化縣           | 35055    | 四等   | 吉木乃縣 جېمىنەي ناھىيىسى          | 吉木乃（今吉木乃縣西北吉木乃鎮）                     | 阿山道           | 民國5年（1916年）11月核准設吉木乃設治局，但未設置。民國15年（1926年）8月先置吉木乃設治局，後改為吉木乃縣佐。民國19年（1930年）10月以吉木乃縣佐轄境置縣。 |
| 第六區           | 承化縣           | 35056    | 四等   | 青河縣 چىڭگىل ناھىيىسى             | 青格里河（今青河縣駐地青河鎮）                       | (阿山道)         | 民國26年（1937年）6月析布倫托海縣置青格里河設治局。因烏倫古河的上游青格里河而得名。民國30年（1941年）縣制實施，並改縣名。 |
| 第六區           | 承化縣           | 35057    | 四等   | 福海縣 بۇرۇلتوقاي ناھىيىسى         | 今福海縣駐地福海鎮                                   | 阿山道           | 民國3年（1914年）8月以阿爾泰區域布倫托海地方置布倫托海設治局。民國8年（1919年）7月改為布爾津縣布倫托海縣佐。民國10年（1921年）11月以布倫托海縣佐轄境置布倫托海縣。民國31年（1942年）改名。因境內布倫托海湖內魚產豐富，湖邊有大片鹽場，附近又有廣闊的牧場，人們稱之為福海，故名。   |
| 第六區           | 承化縣           | 35059    | 不適用 | 布爾根設治局                       | 布爾根（今 蒙古国科布多省布爾根）                    | 阿山道           | 民國8年（1919年）9月析新土爾扈特旗、新和碩特旗布爾根地方置布爾根設治局。民國9年（1920年）11月改為布爾根縣佐。民國13年（1924年)7月以布爾根縣佐轄地置布爾根縣。民國22年（1933年）後被外蒙古佔領。民國26年（1937年）6月析布倫托海海縣置布爾根設治局。民國36年（1947年）併入清河縣境。 |
| 第六區           | 承化縣           | 不適用   | 不適用 | 耳里匱設治局                       | 烏列蓋（今 蒙古国巴彥烏列蓋省駐地烏列蓋）            | 阿山道           | 民國10年（1921年）3月析烏梁海蒙古族地置。後被外蒙古佔領。 |
| 第七區           | 和闐縣           | 35060    | 一等   | 和闐縣 خوتەن ناھىيىسى              | 額里齊城（今和田市駐地奴爾巴格街道）                 | 和闐道(駐地)     | 清代為和闐直隸州，民國2年（1913年）4月改置縣。 |
| 第七區           | 和闐縣           | 35061    | 二等   | 于闐縣 كېرىيە ناھىيىسى             | 今于田縣駐地木尕拉鎮                                 | 和闐道           | |
| 第七區           | 和闐縣           | 35062    | 二等   | 墨玉縣 قاراقاش ناھىيىسى            | 哈拉哈什城（今墨玉縣駐地喀拉喀什鎮）                 | 和闐道           | 民國8年（1919年）5月析和闐縣哈拉哈什地方置。 |
| 第七區           | 和闐縣           | 35063    | 三等   | 洛浦縣 لوپ ناھىيىسى                | 今洛浦縣駐地洛浦鎮                                   | 和闐道           | |
| 第七區           | 和闐縣           | 35064    | 三等   | 策勒縣 چىرا ناھىيىسى               | 策勒村（今策勒縣駐地策勒鎮）                         | 和闐道           | 民國8年（1919年）6月析于闐縣策勒村縣佐地置。民國18年（1929年）1月改縣。 |
| 第七區           | 和闐縣           | 35065    | 二等   | 皮山縣 گۇما ناھىيىسى               | 今皮山縣駐地固瑪鎮                                   | 和闐道           | |
| 第七區           | 和闐縣           | 35066    | 不適用 | 民豐縣 نىيە ناھىيىسى               | 尼雅城（今民豐縣駐地尼雅鎮）                         | (和闐道)         | 民國32年（1943年）置民豐設治局，民國35年（1946年）縣制實施。 |
| 第七區           | 和闐縣           | 不適用   | 不適用 | 賽圖拉設治局                       | 賽圖拉（今和康縣駐地賽圖拉鎮）                       | 和闐道           | 民國19年（1930年）10月析皮山縣賽圖拉縣佐地置。民國33年（1944年）裁撤，併入皮山縣。 |
| 第八區           | 焉耆縣           | 35067    | 一等   | 焉耆縣 يەنجى ناھىيىسى              | 喀拉沙爾（今焉耆回族自治縣駐地焉耆鎮）               | 焉耆道(駐地)     | 清代為焉耆府直轄地，民國2年（1913年）4月裁府置縣。 |
| 第八區           | 焉耆縣           | 35068    | 三等   | 尉犁縣 لوپنۇر ناھىيىسى             | 孔雀河（今尉犁縣駐地尉犁鎮）                         | 焉耆道           | 清代為新平縣，因與雲南省縣名重名，民國3年（1914年）1月改名。因古尉犁國得名。 |
| 第八區           | 焉耆縣           | 35069    | 三等   | 輪臺縣 بۈگۈر ناھىيىسى              | 布古爾（今輪臺縣駐地輪臺鎮）                         | 焉耆道           | |
| 第八區           | 焉耆縣           | 35070    | 四等   | 且末縣 چەرچەن ناھىيىسى             | 車爾城（今且末縣駐地且末鎮）                         | 焉耆道           | 民國3年（1914年）5月析于闐縣卡牆地方置。因漢代且末國得名。 |
| 第八區           | 焉耆縣           | 35071    | 二等   | 庫爾勒縣 كورلا ناھىيىسى            | 今庫爾勒市駐地薩依巴格街道                           | (焉耆道)         | 民國19年（1930年）10月析焉耆縣庫爾縣佐轄境置庫爾勒設治局。民國28年（1939年）縣制實施。 |
| 第八區           | 焉耆縣           | 35072    | 三等   | 婼羌縣 چاقىلىق ناھىيىسى            | 卡克里克（今若羌縣駐地若羌鎮）                       | 焉耆道           | |
| 第八區           | 焉耆縣           | 35073    | 五等   | 和靖縣 خېجىڭ ناھىيىسى              | 和通蘇木（今和靜縣駐地和靜鎮）                       | (焉耆道)         | 民國28年（1939年）6月置和通縣，因蒙古語稱維吾爾人為「和通」，呈請改名。同年8月改為和靖縣。 |
| 第八區           | 焉耆縣           | 35074    | 五等   | 和碩縣 خوشۇت ناھىيىسى              | 烏什塔拉（今和碩縣東烏什塔拉回族鄉）                 | (焉耆道)         | 民國27年（1938年）析焉耆縣地置和碩設治局。為蒙古和碩特部駐地，故名。民國35年（1946年）縣制實施。 |
| 第九區           | 哈密縣           | 35075    | 一等   | 哈密縣 قۇمۇل ناھىيىسى              | 哈密城（今哈密市城區）                               | 迪化道           | 清代為哈密直隸廳，民國2年（1913年）4月改置縣。 |
| 第九區           | 哈密縣           | 35076    | 二等   | 鎮西縣 باركۆل ناھىيىسى             | 巴里坤（今巴里坤哈薩克自治縣駐地巴里坤鎮）           | 迪化道           | 清代為鎮西直隸廳，民國2年（1913年）4月改置縣。 |
| 第九區           | 哈密縣           | 35077    | 五等   | 伊吾縣 ئارا تۈرۈك ناھىيىسى         | 阿都魯克（伊吾城，今伊吾縣駐地伊吾鎮）               | (迪化道)         | 民國26年（1937年）6月析哈密縣地置伊吾設治局，因哈密古名得名。民國32年（1943年）縣制實施。 |
| 第九區           | 哈密縣           | 35078    | 不適用 | 七角井設治局 باشقارمىسى يەتتەقۇدۇق | 七角井（今哈密市西北七角井鎮）                       | (迪化道)         | 民國19年（1930年）10月析鄯善縣七角井縣佐轄境置。 |
| 第十區           | 莎車縣           | 35079    | 一等   | 莎車縣 يەكەن ناھىيىسى              | 莎車漢城（今莎車縣駐地莎車鎮）                       | 喀什噶爾道       | 清代為莎車府直轄地，民國2年（1913年）4月裁府置縣。 |
| 第十區           | 莎車縣           | 35080    | 一等   | 葉城縣 قاغىلىق ناھىيىسى            | 葉城鎮（今葉城縣駐地喀格勒克鎮）                     | 和闐道           | |
| 第十區           | 莎車縣           | 35081    | 四等   | 澤普縣 پوسكام ناھىيىسى             | 波斯坎（波斯恰木，今澤普縣駐地澤普鎮）               | 喀什噶爾道       | 民國10年（1921年）11月析葉城縣北境置。以《西域水道記》中的澤勒普善河之簡稱得名。 |
| 第十區           | 莎車縣           | 35082    | 三等   | 麥蓋提縣 مەكىت ناھىيىسى            | 麥蓋提莊（今麥蓋提縣駐地麥蓋提鎮）                   | 喀什噶爾道       | 民國11年（1922年）6月析巴楚縣置。因駐地麥蓋提莊得名。 |
| 巴圖塞特奇勒圖盟 | 巴圖塞特奇勒圖盟 | 35101    | 不適用 | 中路霍碩特左旗                     | 今和靜縣西北                                         | 焉耆道           | |
| 巴圖塞特奇勒圖盟 | 巴圖塞特奇勒圖盟 | 35102    | 不適用 | 中路霍碩特中旗                     | 今和靜縣西北                                         | 焉耆道           | |
| 巴圖塞特奇勒圖盟 | 巴圖塞特奇勒圖盟 | 35103    | 不適用 | 中路霍碩特右旗                     | 今和靜縣西北                                         | 焉耆道           | |
| 烏訥恩素珠克圖盟 | 烏訥恩素珠克圖盟 | 35201    | 不適用 | 東路舊土爾扈特左旗                 | 今精河縣東                                           | 伊犁道           | |
| 烏訥恩素珠克圖盟 | 烏訥恩素珠克圖盟 | 35202    | 不適用 | 東路舊土爾扈特右旗                 | 今烏蘇市南                                           | 塔城道           | |
| 烏訥恩素珠克圖盟 | 烏訥恩素珠克圖盟 | 35203    | 不適用 | 南路舊土爾扈特汗旗                 | 今和靜縣北                                           | 焉耆道           | |
| 烏訥恩素珠克圖盟 | 烏訥恩素珠克圖盟 | 35204    | 不適用 | 南路舊土爾扈特左旗                 | 今和靜縣北                                           | 焉耆道           | |
| 烏訥恩素珠克圖盟 | 烏訥恩素珠克圖盟 | 35205    | 不適用 | 南路舊土爾扈特中旗                 | 今和靜縣南                                           | 焉耆道           | |
| 烏訥恩素珠克圖盟 | 烏訥恩素珠克圖盟 | 35206    | 不適用 | 南路舊土爾扈特右旗                 | 今和靜縣北                                           | 焉耆道           | |
| 烏訥恩素珠克圖盟 | 烏訥恩素珠克圖盟 | 35207    | 不適用 | 西路舊土爾扈特旗                   | 今精河縣東                                           | 伊犁道           | |
| 烏訥恩素珠克圖盟 | 烏訥恩素珠克圖盟 | 35208    | 不適用 | 北路舊土爾扈特旗                   | 今和布克賽爾蒙古自治縣北                             | 塔城道           | |
| 烏訥恩素珠克圖盟 | 烏訥恩素珠克圖盟 | 35209    | 不適用 | 北路舊土爾扈特左旗                 | 今和布克賽爾蒙古自治縣北                             | 塔城道           | |
| 烏訥恩素珠克圖盟 | 烏訥恩素珠克圖盟 | 35210    | 不適用 | 北路舊土爾扈特右旗                 | 今和布克賽爾蒙古自治縣北                             | 塔城道           | |
| 青塞特奇勒圖盟   | 青塞特奇勒圖盟   | 35301    | 不適用 | 新土爾扈特左旗                     | 今富蘊縣南                                           | 阿山道           | |
| 青塞特奇勒圖盟   | 青塞特奇勒圖盟   | 35302    | 不適用 | 新土爾扈特右旗                     | 今青河縣西                                           | 阿山道           | |
| 青塞特奇勒圖盟   | 青塞特奇勒圖盟   | 35303    | 不適用 | 新霍碩特旗                         | 今 蒙古国科布多省南                                  | 阿山道           | |
| 青塞特奇勒圖盟   | 青塞特奇勒圖盟   | 35304    | 不適用 | 烏梁海左翼旗                       | 今 蒙古国巴彥烏列蓋省西                              | 阿山道           | |
| 青塞特奇勒圖盟   | 青塞特奇勒圖盟   | 35305    | 不適用 | 烏梁海左翼左旗                     | 今 蒙古国巴彥烏列蓋省西                              | 阿山道           | |
| 青塞特奇勒圖盟   | 青塞特奇勒圖盟   | 35306    | 不適用 | 烏梁海左翼右旗                     | 今 蒙古国巴彥烏列蓋省西                              | 阿山道           | |
| 青塞特奇勒圖盟   | 青塞特奇勒圖盟   | 35307    | 不適用 | 烏梁海左翼後旗                     | 今阿勒泰市北                                         | 阿山道           | |
| 青塞特奇勒圖盟   | 青塞特奇勒圖盟   | 35308    | 不適用 | 烏梁海右翼旗                       | 今福海縣東                                           | 阿山道           | |
| 青塞特奇勒圖盟   | 青塞特奇勒圖盟   | 35309    | 不適用 | 烏梁海右翼左旗                     | 今福海縣東                                           | 阿山道           | |
| 青塞特奇勒圖盟   | 青塞特奇勒圖盟   | 35310    | 不適用 | 烏梁海右翼右旗                     | 今福海縣東                                           | 阿山道           | |

### 行政區劃年表
| 新疆省行政區劃年表                                                        |          |    |    |    |             | |
| 說明：「?」表示不能確定其發生年份或月份，故放於最有可能的一年內，詳見注釋 |          |    |    |    |             | |
| 西元                                                                      | 民國紀元 | 縣 | 市 | 局 | 其他        | 行政區劃變更 |
| 1912年                                                                    | 民國1年  | 21 |    |    | 6府 4州 8廳 | |
| 1913年                                                                    | 民國2年  | 37 |    |    |             | - 廢迪化府留迪化縣（4月） - 廢伊犁府留綏定縣（4月） - 廢疏勒府置疏勒縣（4月） - 廢溫宿府置阿克蘇縣（4月） - 廢焉耆府置焉耆縣（4月） - 廢莎車府置莎車縣（4月） - 改吐魯番直隸廳為吐魯番縣（4月） - 改精河直隸廳為精河縣（4月） - 改英吉沙爾直隸廳為英吉沙縣（4月） - 改塔爾巴哈臺直隸廳為塔城縣（4月） - 改庫爾哈喇烏蘇直隸廳為烏蘇縣（4月） - 改哈密直隸廳為哈密縣（4月） - 改鎮西直隸廳為鎮西縣（4月） - 改蒲犁廳為蒲犁縣（4月） - 改庫車直隸州為庫車縣（4月） - 改烏什直隸州為烏什縣（4月） - 改和闐直隸州為和闐縣（4月） - 改巴楚州為巴楚縣（4月） |
| 1914年                                                                    | 民國3年  | 39 |    |    |             | - 寧遠縣改名伊寧縣（1月） - 新平縣改名尉犁縣（1月） - 析綏定縣置霍爾果斯縣（5月） - 析于闐縣置且末縣（5月） |
| 1915年                                                                    | 民國4年  | 40 |    |    |             | - 析綏來縣置沙灣縣（5月） |
| 1916年                                                                    | 民國5年  | 40 |    |    |             | |
| 1917年                                                                    | 民國6年  | 40 |    |    |             | |
| 1918年                                                                    | 民國7年  | 42 |    |    |             | - 析昌吉縣置呼圖璧縣（2月） - 析塔城縣置額敏縣（8月） |
| 1919年                                                                    | 民國8年  | 44 |    | 2  |             | - 阿爾泰區域布爾津設治局來隸（1月） - 阿爾泰區域哈巴河設治局來隸（1月） - 阿爾泰區域布倫托海設治局來隸（1月） - 析和闐縣置墨玉縣（5月） - 改布爾津設治局為布爾津河縣（7月） - 省布倫托海設治局入布爾津縣（7月） - 置布爾根設治局（9月） |
| 1920年                                                                    | 民國9年  | 46 |    | 2  |             | - 析精河縣置博樂縣（1月） - 析吐魯番縣置托克遜縣（11月） - 析皮山縣置賽圖拉設治局（10月） - 省布爾根設治局（11月） |
| 1921年                                                                    | 民國10年 | 50 |    | 2  |             | - 置耳里匱設治局（3月） - 析迪化縣置乾德縣（8月） - 析布爾津縣置承化縣（11月） - 析布爾津縣置布倫托海縣（11月） - 析葉城縣置澤普縣（11月） - 省哈巴河設治局入布爾津縣（11月） |
| 1922年                                                                    | 民國11年 | 51 |    | 2  |             | - 析巴楚縣置麥蓋提縣（6月） |
| 1923年                                                                    | 民國12年 | 51 |    | 2  |             | |
| 1924年                                                                    | 民國13年 | 52 |    | 2  |             | - 置布爾根縣（7月） |
| 1925年                                                                    | 民國14年 | 52 |    | 2  |             | |
| 1926年                                                                    | 民國15年 | 52 |    | 2  |             | - 置吉木乃設治局，旋省（8月） |
| 1927年                                                                    | 民國16年 | 52 |    | 2  |             | |
| 1928年                                                                    | 民國17年 | 53 |    | 2  |             | - 析奇臺縣置木壘河縣（4月） |
| 1929年                                                                    | 民國18年 | 54 |    | 2  |             | - 析于闐縣置策勒縣（1月） |
| 1930年                                                                    | 民國19年 | 58 |    | 7  |             | - 改托克遜縣為托克遜設治局（10月） - 析疏附縣置烏魯克恰提設治局（10月） - 析阿克蘇縣置柯坪縣（10月） - 析阿克蘇縣置阿瓦提縣（10月） - 析庫車縣置托克蘇縣（10月） - 析沙灣縣置和什托落蓋設治局（10月） - 析布爾津縣置哈巴河縣（10月） - 析焉耆縣置庫爾勒設治局（10月） - 析鄯善縣置七角井設治局（10月） - 置吉木乃縣（10月） - 布爾津河縣簡稱為布爾津縣（？） |
| 1931年                                                                    | 民國20年 | 58 |    | 7  |             | |
| 1932年                                                                    | 民國21年 | 60 |    | 7  |             | - 析伊寧縣置鞏留縣（3月） - 析迪化縣置乾德縣（8月） |
| 1933年                                                                    | 民國22年 | 59 |    | 6  |             | - 布爾根縣被“蒙古人民共和国”佔領（?月） - 耳里匱設治局被“蒙古人民共和国”佔領（？） |
| 1934年                                                                    | 民國23年 | 59 |    | 6  |             | |
| 1935年                                                                    | 民國24年 | 59 |    | 6  |             | |
| 1936年                                                                    | 民國25年 | 60 |    | 5  |             | - 改托克遜設治局為托克遜縣（?月） |
| 1937年                                                                    | 民國26年 | 60 |    | 12 |             | - 析鞏留縣置特克斯設治局（6月） - 析布倫托海縣置可可托海設治局（6月） - 析布倫托海縣置青格里河設治局（6月） - 析布倫托海縣置布爾根設治局（6月） - 析哈密縣置伊吾設治局（6月） - 析伊寧縣置河南設治局（?月） - 析鞏留縣置卡克滿設治局（?月） |
| 1938年                                                                    | 民國27年 | 61 |    | 17 |             | - 析特克斯縣置昭蘇設治局（1月） - 析伊寧縣置尼勒克設治局（?月） - 析綏定縣置溫泉設治局（?月） - 析疏勒縣置阿圖什設治局（?月） - 析烏什縣置阿合奇設治局（?月） - 析焉耆縣置和碩設治局（?月） - 改烏魯克恰提設治局為烏恰縣（?月） |
| 1939年                                                                    | 民國28年 | 65 |    | 14 |             | - 置和通縣（6月） - 和通縣改名和靖縣（8月） - 改河南設治局為河南縣（?月） - 改尼勒克設治局為鞏哈縣（?月） - 改庫爾勒設治局為庫爾勒縣（?月） |
| 1940年                                                                    | 民國29年 | 65 |    | 15 |             | - 析疏勒縣、英吉沙縣、伽師縣置岳普湖設治局（4月） |
| 1941年                                                                    | 民國30年 | 67 |    | 13 |             | - 霍爾果斯縣改名霍城縣（?月） - 托克蘇縣改名新和縣（?月） - 什托落蓋設治局改名裕民設治局（?月） - 改可可托海設治局為富蘊縣（?月） - 改青格里河設治局為青河縣（?月） |
| 1942年                                                                    | 民國31年 | 69 |    | 11 |             | - 改昭蘇設治局為昭蘇縣（12月） - 改溫泉設治局為溫泉縣（?月） - 卡克滿設治局改名新源設治局（?月） - 布倫托海縣改名福海縣（?月） |
| 1943年                                                                    | 民國32年 | 72 |    | 9  |             | - 改岳普湖設治局為岳普湖縣（4月） - 改阿圖什設治局為阿圖什縣（?月） - 改伊吾設治局為伊吾縣（?月） - 析于闐縣置民豐設治局（?月） |
| 1944年                                                                    | 民國33年 | 75 |    | 5  |             | - 河南縣改名寧西縣（?月） - 改特克斯設治局為特克斯縣（?月） - 改阿合奇設治局為阿合奇縣（?月） - 改裕民設治局為裕民縣（?月） - 省賽圖拉設治局入皮山縣（?月） |
| 1945年                                                                    | 民國34年 | 76 | 1  | 4  |             | - 析迪化縣置迪化市（8月） - 改新源設治局為鞏乃斯縣（?月） |
| 1946年                                                                    | 民國35年 | 78 | 1  | 2  |             | - 鞏乃斯縣改名新源縣（6月） - 改民豐設治局為民豐縣（?月） - 改和碩設治局為和碩縣（?月） |
| 1947年                                                                    | 民國36年 | 78 | 1  | 2  |             | - 呼圖璧縣改名景化縣（?月） - 析沙灣、和豐2縣置烏河設治局（?月） - 省布爾根設治局入青河縣（?月） |
| 1948年                                                                    | 民國37年 | 78 | 1  | 2  |             | |
| 1949年                                                                    | 民國38年 | 78 | 1  | 2  |             | |

## 人口
據民國十七年（1928年）內政部的統計，新疆省的總人口約為255萬人，其中人口構成方面，維吾爾人佔約70%，新疆民人(汉人)約10%以下。

## 地方官員

### 中華民國北京政府時期（1912－1928）
新疆都督兼民政長（北京北洋政府）
1. 袁大化（以巡撫改任）（1912）
2. 袁鴻佑（遇刺身亡，未到任）（1912）
3. 楊增新（1912－1914）

新疆將軍兼巡按使（北京政府）
1. 楊增新（1914－1916）

新疆督軍兼省長（北京政府）
1. 楊增新（1916－1925）

新疆督辦兼省長（北京政府）
1. 楊增新（1925－1928）

### 中華民國南京政府時期（1928－1949）
新疆省政府主席（南京國民政府、中華民國政府）
1. 楊增新（1928）
2. 金樹仁（1928－1933）
3. 劉文龍（政變後任臨時省主席，同年12月遭盛世才軟禁）（1933）
4. 朱瑞墀（盛世才指定為代理主席）（1933－1934）
5. 盛世才（1934－1944）
6. 吳忠信（1944－1946）
7. 張治中（1946－1947）
8. 麥斯武德（1947－1948）
9. 包爾漢（1948－1949）

### 中華民國臺灣時期（1950－1992）
新疆省政府主席
1. 尧乐博士（1950年4月11日－1971年7月27日）

## 註解
1. ↑  实际统治时间结束于1949年中共接管新疆。
2. ↑  包括宣称但未实际控制的帕米尔高原以及阿爾泰山附近區域。
3. ↑  实际统治时间结束于1949年中共接管新疆。